# Fukomys mechowii
Fukomys mechowii es una especie de roedor de la familia Bathyergidae. Se encuentra en Angola, República Democrática del Congo, Zambia, Tanzania y posiblemente Malawi. Esta rata topo fue descrita por primera vez por el naturalista alemán Wilhelm Peters en 1881. El epíteto específico honra al explorador y naturalista prusiano Friedrich Wilhelm Alexander von Mechow.

## Distribución y hábitat
La rata topo de Mechow se encuentra en África Central. Su rango se extiende desde el centro de Angola y el norte de Zambia hasta las partes sur y este de la República Democrática del Congo y el suroeste de Tanzania. Los informes sobre su ocurrencia en Malawi probablemente se refieren a una especie diferente. Sus madrigueras se encuentran en suelos arcillosos, pedregosos y arenosos. Su hábitat típico es la sabana de matorrales o bosques densos en áreas con precipitaciones superiores a 1.100 milímetros. También aparece en áreas de cultivo, parques, jardines y plantaciones de pinos.

## Ecología
La rata topo de Mechow es una especie colonial y vive en grupos de entre dos y veinte o más individuos. Las ratas topo están adaptadas para la vida subterránea y tienen cuerpos cilíndricos, ojos pequeños e incisivos grandes que utilizan para excavar. Las actividades de tunelización son principalmente para fines de alimentación, ya que así buscan las raíces y los tubérculos que forman su dieta.